# Eremo del Monte Barro
L'eremo del Monte Barro è un sito posto a quota 790 metri, nel cuore del Parco naturale del Monte Barro, si raggiunge salendo l'unica strada che da Galbiate porta al monte Barro.
È sede dell'ostello Parco Monte Barro, di un ristorante, del Museo archeologico del Barro, del laboratorio di educazione ambientale e di archeologia; si trova anche la chiesa tardo gotica di Santa Maria.

## La storia
Nel corso della storia, a partire dalla sua costruzione, l'eremo ha acquisito diverse funzioni. Grazie alla sua posizione strategicamente situata ad un'altezza elevata con vista su quattro fronti fu presidio romano, ostrogoto, longobardo e sforzesco. Prese il nome  "eremo" quando divenne un convento francescano. Fino al 1927 svolse la funzione di albergo, il Grande Albergo Monte Barro. La trasformazione in sanatorio, utile fino al 1968, distrusse poi, però, tutte le strutture preesistenti, di cui si hanno tracce solo nell'attuale chiesa di Santa Maria.

## Chiesa di Santa Maria
La chiesa di Santa Maria, realizzata in stile tardo gotico, ospita pregevoli affreschi del Cinquecento e Settecento. Le sue origini certe di documentazione la danno per esistente già alla fine del Duecento dedicata a S. Vittore. Francesco Sforza, divenuto signore di Milano nel 1450 fece costruire sul Barro un fortilizio poco dopo la chiesa, che nei decenni a seguire divenne un convento francescano.
Nella chiesa è custodita una statua della Madonna, che pare sia stata inviata da sant'Ambrogio. La statua è venerata da secoli e alla stessa sono stati attribuiti eventi miracolosi.  Si ricorda tra questi il tentato trafugamento della statua avvenuto nella seconda metà del Quattrocento, così descritto dal parroco Pietro Villa (1857-1936): “volendo alcuni levare dalla chiesa il simulacro della Madonna per portarlo in paese, i portatori nel transitar per diroccato sentiero furono accecati e, per riacquistar la vista dovettero deporre il simulacro presso lo sporgente macigno e riportarlo poi nella chiesa”.
La chiesa venne ampliata dapprima nel 1480 grazie ad alcuni maggiorenti galbiatesi e successivamente nei primi decenni del Cinquecento vennero realizzate le due cappelle laterali dedicate a san Francesco d’Assisi e sant'Antonio da Padova.
All’interno la chiesa ospita pregevoli affreschi:
nella parete destra, in alto, ci sono le tracce di una Madonna col Bambino con ai piedi una figura orante. L’opera potrebbe risalire al primo decennio del Cinquecento; sempre sulla parete destra, protetta in una vetrinetta, troviamo la Madonna del Latte, il dipinto più pregevole con eleganti tratti riconducibili alla Scuola leonardesca; l’arco trionfale e la parete del presbiterio narrano mediante gli affreschi settecenteschi le vicende della chiesa e del convento così come sono state tramandate dalla tradizione popolare. I due affreschi più grandi rappresentano Sant’Ambrogio che invia la statua della Madonna al Monte Barro e il miracolo della vista perduta. I tre più piccoli rappresentano il miracolo del pane, il miracolo del fuoco e un frate che offre da mangiare ai poveri; nella cappella di S. Francesco si intravedono diversi affreschi mal conservati risalenti al XVIIsecolo|Seicento raffiugranti Santa Chiara, la Beata Agnese, San Bonaventura, San Pietro d’Alcantara e San Bernardino. Ma non solo affreschi colpiscono l’occhio del pellegrino visitatore, infatti tanti sono gli elementi lignei a partire dall’altare barocco (sec. XVII) avente la forma di un tempio sorretto da sei colonne tortili munite di capitello corinzo in legno dorato, arricchito da statuette di notevole pregio. Al centro è collocata la statua della Madonna del giglio con Bambino, restaurata di recente.
Nella cappella di San Francesco d’Assisi si trova la statua lignea dedicata al santo, risalente al XVII secolo, rappresentato estasiato al suono di un violino, mentre due angeli reggono un cartiglio su cui è scritto: Siste ne maior (per S. Francesco la musica è una forma di preghiera e di consolazione spirituale). Nella cappella di Sant'Antonio da Padova, il santo è rappresentato con una statua lignea seicentesca con il Bambino spicca un salto verso di lui puntando il piede su un libro tenuto in mano dal santo. Il libro sta a rappresentare la grande preparazione teologica di Sant’Antonio che fu straordinario predicatore.
Sull’ancone principale che divide la navata dal presbiterio fanno bella mostra due artistici crocifissi in legno di scuola tedesca, risalenti alla fine del Seicento, raffiguranti rispettivamente l’una il Cristo morto e l’altra il Cristo morente.
Una particolarità di questa chiesa la riscontriamo nel suo pavimento dove si vedono lapidi relative a figure che hanno trovato sepoltura nella chiesa, tra cui oltre ai religiosi del convento, anche dei nobili o personaggi importanti galbiatesi che ne fecero richiesta.